# Маслов, Дмитрий Николаевич (1796—1856)
Дмитрий Николаевич Маслов (21 октября (1 ноября) 1796 — 13 (25) февраля 1856) — директор Департамента разных податей и сборов Министерства финансов, тайный советник, соученик Пушкина в Царскосельском лицее.

## Биография
Происходил из дворянского рода Масловых; его прадедом был Анисим Александрович Маслов (1685—1735).
Сначала воспитывался в Московском университетском пансионе, затем учился в Царскосельской лицее вместе с Пушкиным. Был в лицее самым старшим по возрасту и по отчётам М. Пилецкого в 1816 году ему было 16 лет. Однако, в формулярном списке Д. Н. Маслова, составленном в 1849 году, ему значится 50 лет. В Петербургском некрополе указана точная дата рождения: 21 октября (1 ноября) 1796 года.
Лицейский гувернёр Чириков писал о нём: «Благоразумен, вежлив, усерден, опрятен, ревнителен к пользе своей, любит весьма учение, но самолюбив», а лицеист Модест Андреевич Корф отмечал: «…В лицее мы его называли по перу и дару слова „нашим Карамзиным“»; по замечанию директора лицея Е. А. Энгельгардта: «имеет большие способности к литературе и математическим наукам и сделал в математике значительные успехи. Он скромен и больше всех остальных близок к возмужанию. Говорит мало и плохо и охотно уединяется… Я думаю, что в нем довольно много гордости и самомнения. Его поведение было всегда исключительно осторожным и совершенно безупречным». «Комнату занимал он № 18 с окном в сторону двора, соседями его были Алексей Илличевский и Александр Корнилов».
При выпуске получил 1-ю серебряную медаль и сразу, 9 июня 1817 года, с чином титулярного советника поступил на службу; был протоколистом канцелярии Государственного совета (1818—1819), письмоводителем императорского Человеколюбивого общества воспитания бедных детей (1819—1820); 9 июня 1826 года был произведён в надворные советники. С апреля 1824 года был советником Московской комиссии по сооружению «Храма во имя Христа Спасителя».
С 2 августа 1829 года исправлял должность статс-секретаря в Государственном совете по департаменту законов; 27 декабря 1839 года был произведён в действительные статские советники.
В 1849 году возглавил Департамент разных податей и сборов Министерства финансов; 8 апреля 1851 года за «отлично-ревностную и полезную службу» чиновник был пожалован в тайные советники.
Умер 13 (25) февраля 1856 года. Был похоронен на кладбище Воскресенского Новодевичьего монастыря; могила утрачена.

## Семья
Был женат на Марии Мертваго (1806—1865), дочери сенатора Дмитрия Борисовича Мертваго; 5 сентября 1829 года Е. А. Энгельгардт сообщал в письме к В. Д. Вольховскому «лицейские новости»: «Маслов женился на дочери Мартваго и с тех пор, говорят, перестал сапожною ваксою чернить волосы». В приданое за ней было получено 400 десятин земли. В семье родилось четверо детей : Николай, Елизавета, Ольга и София.
Родовое имение дворян Масловых находилось в селе Селинское Клинского уезда Московской губернии. Супруга Д. Н. Маслова, Мария Дмитриевна была благотворительницей строительства Храма Преображения Господня в Селинском и была погребена у алтаря этой церкви.